# Barbarakapelle Kaprun

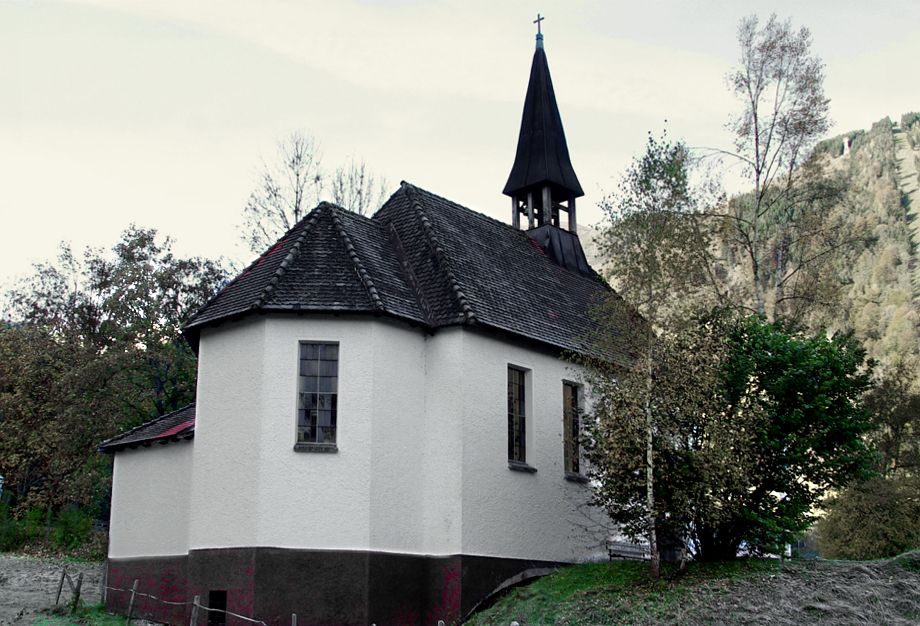
Blick von Nordosten auf die Barbarakapelle in der Werksiedlung Kaprun

Die Barbarakapelle Kaprun ist eine römisch-katholische Kapelle in Kaprun. Kaprun ist eine Gemeinde im Pinzgau des Landes Salzburg. Die Kapelle ist der Pfarrkirche Kaprun unterstellt. Sie wurde 1953/54 errichtet und hat ein von Erwin Exner gemaltes Altarbild. Patronin der Kapelle ist die heilige Barbara.

## Lage
Die Barbarakapelle steht am südwestlichen Ortsrand von Kaprun, im Südosten der Werksiedlung auf einer Seehöhe von etwa 785 m ü. A. Sie steht direkt an der Kreuzung der Barbarastraße mit der Falkenbachwandgasse. Rund 150 Meter westlich der Kapelle befindet sich das Umspannwerk Kaprun der Kraftwerksgruppe Kaprun.

## Geschichte
Im September 1951 wurde die Limbergsperre, die Hauptstufe der Kraftwerksgruppe Kaprun von Bundespräsident Theodor Körner und von Karl Waldbrunner (SPÖ), dem Minister für Verkehr und verstaatlichte Betriebe, in einem Festakt eröffnet. Zu dieser Eröffnung waren aber weder Politiker der anderen Parteien noch Mitglieder der Kirche eingeladen worden. Deshalb titelten die Salzburger Nachrichten, Gott sei nicht nach Kaprun gekommen. Gewissermaßen zu einer ersten Gutmachung lud die Tauernkraftwerke-AG den Salzburger Erzbischof Andreas Rohracher noch 1951 zur Barbarafeier ein. Schließlich ließ die Kraftwerksgesellschaft 1953/54 am Rand ihrer Werkssiedlung die Barbarakapelle nach Plänen von Fidelius Schmid errichten.
Die Kapelle wurde am 21. Oktober 1955 vom Erzbischof Rohracher geweiht, was unter anderem als Ersatz für den durch politische Uneinigkeit entfallenen Festakt zur Eröffnung der Kraftwerksgruppe im selben Jahr gesehen wurde.

## Architektur
Die Barbarakapelle ist ein einfaches Bauwerk, das nach Plänen von Fidelius Schmid 1953/54 errichtet wurde. Das Gebäude ist ein einschiffiger Kirchenbau mit im Westen aufgesetztem gemauerten Dachreiter. Es ist nach Südosten ausgerichtet und im Süden ist an den Chor eine Sakristei angebaut. Das gesamte Bauwerk steht unter Denkmalschutz (Listeneintrag).

### Außenbeschreibung
Die Außenwände der Kapelle sind einfach gehalten und glatt verputzt. Das Kirchenschiff hat ein Schopfwalmdach; es ist wie das Walmdach des Chors und das Zeltdach der Sakristei mit Ziegeln gedeckt. Durch je drei rechteckige Fenster an der Nord- und Südseite sowie zwei Rechteckfenster an der Westseite fällt Licht in das Langhaus. Durch ein Portal an der Nordseite des Langhauses gelangt man ins Kircheninnere. Ein mit Blech gedecktes Pultdach schützt das Portal vor der Witterung. In einer rechteckigen Nische über dem Kirchportal zeigt ein Mosaik die Kreuztragung Christi. An der Nord- und Südseite des Chores befindet sich je ein rechteckiges Fenster.
Der offene Dachreiter aus Holz ist auf die Westfassade der Kirche aufgestellt und trägt drei kleine Glocken mit der Tonfolge b'' d''' f'', vermutlich 1955 von Grassmayr in Innsbruck gegossen. Er hat einen mit Blech gedeckten hohen Spitzhelm. Das Dach endet in einem aufgesetzten Kreuz.

### Innenraum

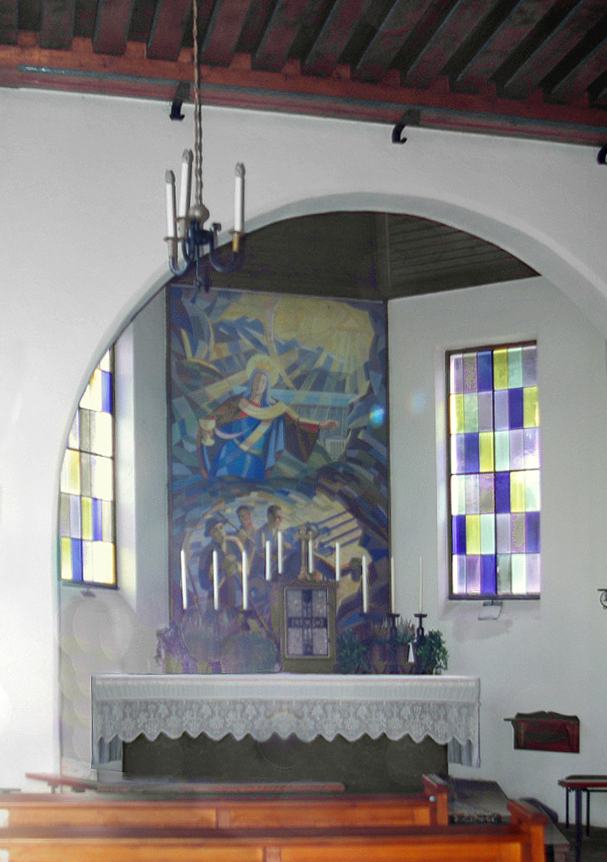
Blick auf den Altar der Kapelle

Das saalartige Langhaus wird von einer Holzbalkendecke überspannt. Die hölzerne Empore befindet sich im westlichen Teil des Langhauses.
Ein eingezogener, rundbogiger Fronbogen trennt den schmäleren Chor vom Langhaus. Ihm gegenüber ist der Chor um eine Stufe erhöht. Der Chor hat einen Fünfachtelschluss. Wie das Langhaus so hat auch der Chor eine Holzbalkendecke. Im Süden ist die Sakristei an den Chor angebaut; sie ist durch eine Tür vom Chor aus zu erreichen.

## Ausstattung

### Chorbereich
Der einfache Altar wurde aus Marmor gefertigt. Auf ihm steht ein Tabernakel mit einem Kreuzsymbol auf der Tür. An der Stirnseite des Chors hängt das 1955 von Erwin Exner gemalte Altarbild. Es zeigt die heilige Barbara, die über vier Bergarbeitern schwebt, die gerade einen Stollen graben. Die Bergarbeiter tragen zeitgenössische Arbeitskleidung.

### Langhaus
Auf der Langhausseite steht am nördlichen Ende des Fronbogens eine mit Marx signierte ungefasste Holzfigur der heiligen Barbara. In die Felder der Emporenbrüstung sind 14 Kreuzwegbilder eingelassen. Diese wurden von Erwin Exner 1955 in lasierender Technik gemalt. In einer verschlossenen Nische unter der Empore wird eine Schriftrolle mit den Namen der von 1939 bis 1955 sowie von 2006 bis 2010 verunglückten Arbeiter bei den Bauarbeiten am Tauernkraftwerk aufbewahrt.

## Nutzung
In der Barbarakapelle wird alle 14 Tage in einer Andacht der Rosenkranz gebetet. Ein Kindergarten nutzt die Kapelle zum Erntedankfest und am Martinstag. Zu Ostern und zu Weihnachten findet ein Gottesdienst in der Kapelle statt. Bei beim Gottesdienst zum Patronatsfest (um den 4. Dezember) wird auch der 149 beim Bau des Kraftwerkes Verstorbenen gedacht.